# Independent Network News
No confundir con Indpendent News Network, la actual cadena independiente de noticias en Estados Unidos

Independent Network News (INN) era un noticiero nocturno sindicado a nivel nacional en Estados Unidos, emitido desde junio de 1980 hasta junio de 1990, y producido por WPIX en Nueva York, diseñado principalmente para las estaciones de televisión independientes.
El programa era presentado por el mismo personal que trabajaba en los noticieros locales de WPIX. El canal transmitía el programa en vivo a las 9:30 PM (hora del Este). Era producido y emitido en las estaciones independientes que eran propiedad de Tribune Broadcasting: WPIX, WGN en Chicago, y KWGN en Denver. También se emitía en KCOP de Los Ángeles antes de cambiarse a KTLA después de la compra por parte de Tribune en 1985.
Como parte de una expansión al mediodía de INN que se inició en 1981, WPIX también experimentó con un noticiero a las 12:30 PM, copresentado por Marvin Scott. Durante la década, WPIX también ofrecía "The Wall Street Journal Report" a las afiliadas a INN, y From the Editor's Desk, un programa de noticias dominical conducido por Richard D. Heffner.
En 1986, el noticiero nacional de INN, el cual se incluía dentro del programa de las 10:00, fue renombrado como USA Tonight, mientras que el programa de las 7:30 mantuvo el nombre Independent News.
INN fue finalmente cancelado en 1990 con el advenimiento de la cadena Fox. Tribune Broadcasting mantuvo parte de su equipo para cubrir las noticias de Washington D. C. a las estaciones de Tribune y afilió sus estaciones con CNN para las noticias nacionales e internacionales, y añadiendo tiempos a sus noticieros locales.
- Datos: Q11683113